# Jaltomata cajacayensis
Jaltomata cajacayensis är en potatisväxtart som beskrevs av S. Leiva G. och T. Mione. Jaltomata cajacayensis ingår i släktet jaltomator, och familjen potatisväxter. Inga underarter finns listade i Catalogue of Life.

## Bildgalleri

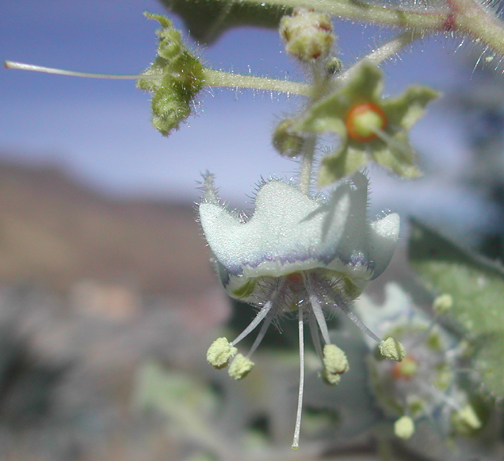